# 188 (szám)
A 188 (száznyolcvannyolc) a 187 és 189 között található természetes szám.
Nincs megoldása a φ(x) = 188 egyenletnek az egész számok halmazán: nontóciens szám. Érinthetetlen szám: nem áll elő pozitív egész számok valódiosztóösszeg-függvényeként.